# Garissa (geslacht)
Garissa is een kevergeslacht uit de familie van de boktorren (Cerambycidae). De wetenschappelijke naam van het geslacht werd voor het eerst geldig gepubliceerd in 1979 door Quentin & Villiers.

## Soorten
Garissa is monotypisch en omvat slechts de volgende soort:
- Garissa bostrychoides Quentin & Villiers, 1979